# Cowper Phipps Coles

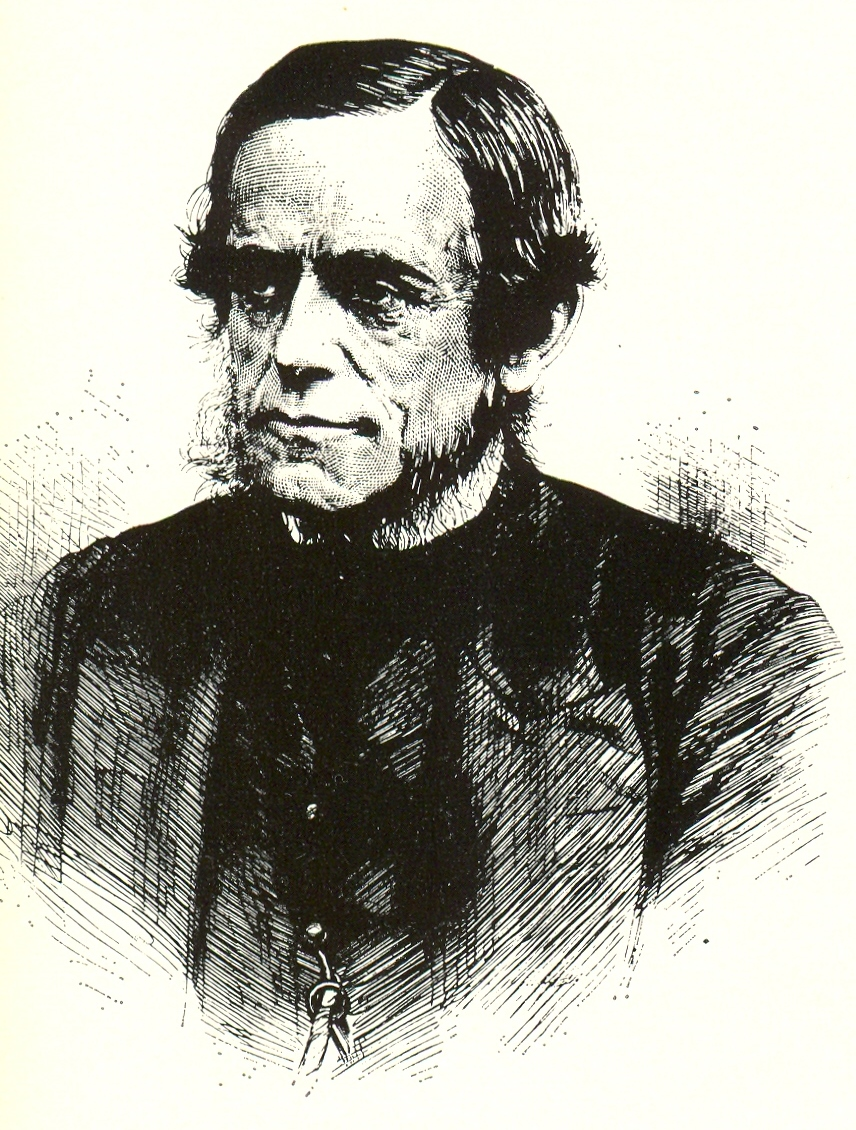
Cowper Phipps Coles

Cowper Phipps Coles, född 1819, död 7 september 1870, var en brittisk militär och uppfinnare. Han deltog som kapten under Krimkriget. Coles uppfann de stora bepansrade kanontornen på örlogsfartyg. Tornen vad bestyckade med en eller flera kanoner som var konstruerade så att man med handkraft eller via spel kunde vrida dem runt på hjul eller rullar. Engelska flottan anammade snart hans uppfinning då man insåg fördelen framför att ha fasta kanoner. Coles omkom 1870 då ett av honom konstruerat fartyg Captain kantrade utanför Cap Finisterre.